# Pątnów Legnicki
Pątnów Legnicki este o arie protejată (sit de importanță comunitară — SCI) din Polonia întinsă pe o suprafață de 878,95 ha, integral pe uscat.

## Localizare
Centrul sitului Pątnów Legnicki este situat la coordonatele 51°15′47″N 16°13′18″E / 51.2631°N 16.2218°E.

## Înființare
Situl Pątnów Legnicki a fost declarat sit de importanță comunitară în martie 2007 pentru a proteja 9 specii de animale.

## Biodiversitate
Situată în ecoregiunea continentală, aria protejată conține 6 habitate naturale: Pajiști cu Molinia pe soluri calcaroase, turboase sau argilos-nămoloase (Molinion caeruleae), Liziere de ierburi înalte hidrofile de câmpie și de nivel montan până la alpin, Fânețe de joasă altitudine (Alopecurus pratensis, Sanguisorba officinalis), Păduri de stejar și carpen Galio-Carpinetum, Păduri acidofile de stejar bătrân cu Quercus robur pe câmpii nisipoase, Păduri aluvionare cu Alnus glutinosa și Fraxinus excelsior (Alno-Padion, Alnion incanae, Salicion albae).
La baza desemnării sitului se află mai multe specii protejate:
- amfibieni (1): buhai de baltă cu burta roșie (Bombina bombina)
- mamifere (4): liliac cârn (Barbastella barbastellus), castor (Castor fiber), vidră de râu (Lutra lutra), liliac comun (Myotis myotis)
- nevertebrate (4): fluturele de noapte (Eriogaster catax), fluturele purpuriu (Lycaena dispar), Phengaris nausithous, Phengaris teleius